# 三椒村
三椒村（さんしょうむら）は、兵庫県城崎郡にあった村。現在の豊岡市竹野町の南端、三椒川の上流域にあたる。

## 地理
- 河川：三椒川

## 歴史
- 1889年（明治22年）4月1日 - 町村制の施行により、気多郡椒村・三原村・段村の区域をもって発足。
- 1896年（明治29年）4月1日 - 所属郡が城崎郡に変更。
- 1955年（昭和30年）3月3日 - 竹野村・中竹野村・奥竹野村と合併し、改めて竹野村が発足。同日三椒村廃止。